# كارلوس فرنانديز (لاعب كرة قدم مواليد 1990)
كارلوس فرنانديز (بالإسبانية: Carlos Fernández Demeneghi)‏ هو لاعب كرة قدم مكسيكي، ولد في 17 نوفمبر 1990. لعب مع Murciélagos F.C. ‏.